# Kaamelott

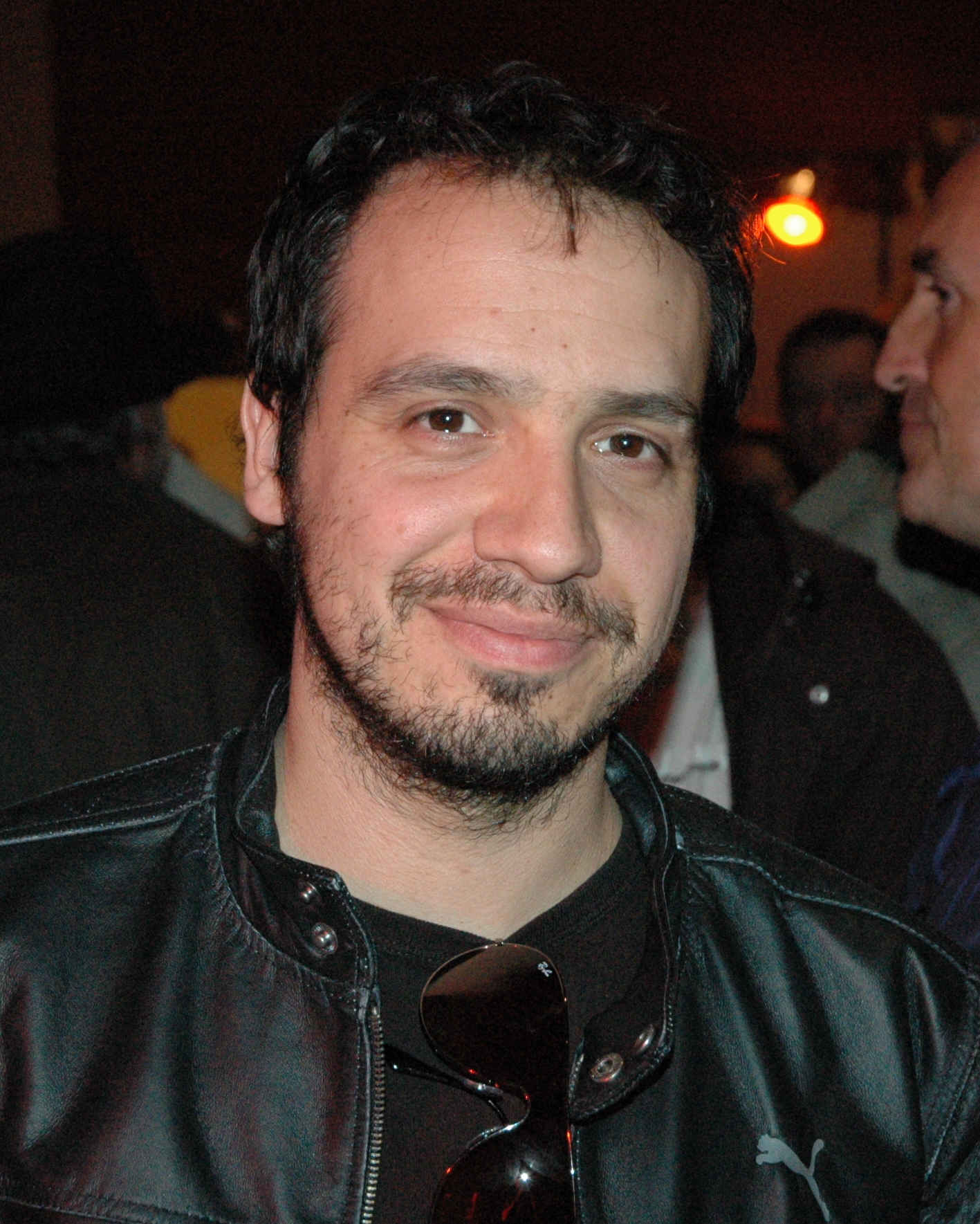
Alexandre Astier dona vida al rei Artur, un dels protagonistes de la sèrie

Kaamelott és una sèrie de televisió que descriu en to humorístic la vida quotidiana a la cort del rei Artur de Bretanya, en forma de fantasia històrica. Kaamelott és el nom imaginari del castell (Camelot). Els cavallers però no són heroics ni fidels sinó més aviat el contrari, a més de bruts, malparlats i una mica vulgars. Les escenes del rei i la reina en pijama, parlant al llit, són habituals. Abunden les referències i guinys a sèries i pel·lícules populars, com per exemple Friends, La guerra de les galàxies o Stargate. Els temes que tracta als diferents capítols són sovint crítiques a qüestions d'actualitat, com l'anorèxia, el menjar escombraria, el model d'agricultura actual, la venda d'armes, el fanatisme religiós, els sondejos, etc.
La sèrie està creada a França per Alexandre Astier, que també interpreta un paper a la sèrie, i per Jean-Yves Robin. Es va començar a emetre el 2005 al canal francès M6, a partir de 2006 també s'ha emès en altres països francòfons, com Bèlgica, Suïssa i, des de 2007, a Quebec (Canadà). Els episodis duren trenta minuts i se n'emet un cada setmana.